# Codex Eyckensis
Codex Eyckensis iz osmog stoljeća je Evanđelje koje se temelji dva konstitutivna uvijena rukopisa za koja se pretpostavlja da su nastali u razdoblju od dvanaestog stoljeća do 1988. Codex Eyckensis je najstarija knjiga u Belgiji. Još od osmog stoljeća čuva se i održava na teritoriju današnje općine Maaseika. Knjiga je vjerojatno napisana u opatijskom skriptorij Echternachskriptoriju Echternach.

## Opisi rukopisa A i rukopisa B
Codex Eyckensis sastoji se od dva evanđelistara na 133 listova pergamenta dimenzija 244 po 183 mm svaki. 
Prvi rukopis (Codex A) je nedovršen. Sastoji se od pet listova, počinje s portretom Evanđelista na cijeloj stranici (vjerojatno s prikazom Sv. Mateja), nakon čega slijedi nedovršeni komplet od osam Kanonskih tablica. Portret Evanđelista je prikazan u talijansko-bizantskom stilu, koji se jasno odnosi na onaj Barberini Evanđelja koji se trenutno čuva u Vatikanskoj knjižnici (Barberini Lat. 570). Portret je uokviren s rubom od anglosaksonske ukrasne tkanine isprepletenih i vezanih čvorova na konopcima, usporedivo s ukrasnim elementima u Lindisfarne Gospels. 
Kanonske tablice donose pregled odgovarajućih prolaza u četiri Evanđelja. Na taj način, Kanonske tablice služe kao sadržaj i indeks kako bi se olakšao pristup tekstovima. Kanonske tablice u rukopisu A ukrašene su stupovima i arkadama, simbolima četiriju Evanđelista i portretima svetaca.
Drugi rukopis (Codex B) sadrži cijeli skup dvanaest Kanonskih tablica i sva četiri teksta o Evanđelju. Kanonske tablice ukrašene su stupovima i arkadama, prikazima Apostola i simbolima Evanđelista. Evanđelja su tekstovi pisani u zaobljenom obliku srednjovjekovnog pisma, što je karakteristika britanskih i irskih rukopisa iz sedmog i osmog stoljeća, ali su također bila korišten u kontinentalnoj Europi. Veliko početno slovo svakog stavka prikazano je crvenim i žutim točkicama. Tekst je kopirao jedan pisar. 
Tekst Evanđelja je verzija Vulgate, koju je većim dijelom preveo Sv. Jeronim (Hieronymus of Stridon, 347-420 CE), s brojnim dodacima i prenošenjima. Slične verzije tekstova Evanđelja mogu se naći u Book of Kells (Dublin, Trinity College, ms 58), Book of Armagh (Dublin, Trinity College, ms 52) i Echternach Gospels (Paris, Bnf, ms Lat.9389). 

## Povijest (podrijetlo do 20. stoljeća)
Codex datira iz osmog stoljeća, a prvi put se čuva u nekadašnjoj benediktinskoj opatiji Aldeneik, koja je proglašena svetom u 728. nove ere. Merovinški plemići Adelard, vladar Denain i njegova žena Grinuara osnovali su opatiju za svoje kćeri Harlindis i Relindis u „maloj i beskorisnoj šumi” u blizini rijeke Meuse. Samostan je dobio ime Eyke („hrast”), zbog hrastovih stabala koja su tamo rasla. Kasnije, s obzirom na to da je susjedno selo Nieuw-Eyke („novi hrast”) – današnji Maaseik) narastao i postao važniji, naziv izvornog sela dobio je ime Aldeneik („stari hrast”). Sv. Willibrord proglasio je Harlindis kao prvu opaticu ove vjerske zajednice. Nakon njezine smrti, Sv. Boniface proglasio je njezinu sestru Relindis kao njenu nasljednicu.
Codex Eyckensis je korišten u samostanu za učenje i u svrhu promicanja Kristova učenja. Oba evangelistara koja sada tvore Codex Eyckensis vjerojatno je Aldeneiku iz opatije Echternach donio Sv. Willibrord.
Dva rukopisa spojena su u jedan vez, najvjerojatnije u toku dvanaestog stoljeća. 
Opatija Aldeneik napuštena je 1571. godine. Od sredine desetog stoljeća, benediktinske opatice zamijenili su muški kanonici. Uz sve veću prijetnju vjerskoga rata, kanonici su se sklonili u grad Maaseik ograđen zidom. Donijeli su blago iz crkve iz Aldeneika – uključujući Codex Eyckensis – u crkvu Sv. Katarine.

## Začetništvo
Stoljećima, ljudi su bili uvjereni da su Codex Eyckensis napisale Harlindis i Relindis, prve opatice iz opatije Aldeneik, koji su kasnije kanonizirane. Njihovu hagiografiju zapisao je u toku devetog stoljeća lokalni svećenik. Ovaj tekst navodi da su Harlindis i Relindis također napisale evanđelistar. U toku devetog stoljeća zaostavština svetih sestara postaje sve važnija a uključuje i štovanje knjige Codex Eyckensis, koja je budila duboko poštovanje kao djela kojeg su stvorile same Harlindis i Relindis.
Ipak, zadnji redovi drugog rukopisa pobijaju ovo izrijekom: Finito volumine deposco ut quicumque ista legerint pro laboratore huius operis depraecentur (Po završetku ovog sveska, molim sve koji čitaju ovo da mole za radnika koji je napisao ovaj rukopis). Muški oblik laborator („Radnik”) jasno ukazuje na to da je osoba koja je napisala rukopis bio muškarac.
Komparativna analiza koju je 1994. godine proveo Albert Derolez (Sveučilište u Gentu) i Nancy Netzer (Koledž u Bostonu) otkriva da rukopis A i rukopis B potječu iz istog razdoblja, da je vrlo vjerojatno da su oba stvorena u skriptoriju opatije Echternach te da ih je čak mogao napisati isti pisar.

## Pokušaj očuvanja i obnove iz 1957. godine
Godine 1957. Karl Sievers restaurator iz Düsseldorfa, pokušao je očuvati i obnoviti Codex Eyckensis. On je uklonio i uništio crveni baršunasti uvez iz 18. stoljeća a zatim je nastavio laminirati sve listove rukopisa s Mipofolie. Mipofolie je polivinil klorid (PVC) folija, izvana plastificirana s dioktil ftalatom. S vremenom, ova folija proizvela je klorovodoničnu kiselinu koja je napala pergament i imala učinak žutila na samu foliju. Transparentnost i boja pergamenta su pogođeni, a polimeri prisutni u foliji mogli su migrirati na pergament i učiniti ga krhkim. Nakon laminacije, Sievers je iznova uvezao knjigu codex. Kako bi to učinio, izrezao je rubove listova, što je rezultiralo gubitkom fragmenata iluminacije.
U novoj opsežnoj restauraciji između 1987. i 1993. godine Mipofolie laminaciju temeljno je uklonio tim belgijskog Kraljevskog instituta za kulturnu baštinu, na čelu s kemičarom dr. Janom Woutersom. Za restauraciju listova nakon uklanjanja laminata, razvijena je tehnika inovativne izrade pergament papira. Za dovršetak restauracije, dva bitna (sastavna) rukopisa Codexa posebno su uvezena.

## Dokumentacija i digitalizacija
Najstarija foto-dokumentacija knjige Codex Eyckensis datira otprilike iz 1916. godine (Bildarchiv Marburg). Povodom restauracije, rukopis je fotografiran u belgijskom Kraljevskom institutu za kulturnu baštinu (KIK–IRPA). Faksimil je objavljen 1994. godine.
Godine 2015., knjiga Codex Eyckensis bila je digitalizirana u crkvi Sv. Katarine od strane Imaging Lab and Illuminare – Centar za proučavanje srednjovjekovne umjetnosti | KU Leuven. Ovaj projekt vodio je Prof. Lieve Watteeuw. Slike visoke razlučivosti dostupne su na internetu u suradnji s LIBIS (KU Leuven).
Codex Eyckensis je priznat i zaštićen kao nepokretna baština 1986. godine. Godine 2003., knjiga Codex Eyckensis je priznata kao flamansko remek djelo  Arhivirana inačica izvorne stranice od 5. veljače 2017. (Wayback Machine).

## Trenutna istraživanja
U razdoblju od 2016. do 2017. tim istraživača s Illuminare – Centar za proučavanje srednjovjekovne umjetnosti | KU Leuven (Prof. Lieve Watteeuw) i belgijski Kraljevski institut za kulturno nasljeđe (Dr. Marina Van Bos) ponovno će proučiti Codex Eyckensis. 
Više informacija dostupno je na:
-      www.codexeyckensis.be
-      Book Heritage Lab-KU Leuven  Arhivirana inačica izvorne stranice od 11. veljače 2017. (Wayback Machine)
-      Belgijski Kraljevski institut za kulturno nasljeđe  Arhivirana inačica izvorne stranice od 25. ožujka 2017. (Wayback Machine) (KIK–IRPA)

## Vanjske poveznice
- The Codex Eyckensis on www.codexeyckensis.be
- The Codex Eyckensis, online high-resolution images on LIBIS  Arhivirana inačica izvorne stranice od 13. prosinca 2016. (Wayback Machine)
- The Codex Eyckensis on Erfgoedplus
- The Codex Eyckensis on www.museamaaseik.be  Arhivirana inačica izvorne stranice od 5. veljače 2017. (Wayback Machine)
- The Codex Eyckensis on Europeana
- The Codex Eyckensis in the early 20th century in the Marburg Bildarchiv, Deutsches Dokumentationszentrum für Kunstgeschichte
- The Codex Eyckensis before and after the restoration in the late 20th century, on the Royal Institute for Cultural Heritage website